# Talya Lavie
Pour les articles homonymes, voir Lavie.
Talya Lavie, née à Petah Tikva (Israël) le 27 avril 1978, est une cinéaste israélienne connue pour son premier long métrage, Zero Motivation, sorti en 2014.

## Filmographie

### Comme réalisatrice et scénariste

#### Au cinéma
- 2000 : The Waitress (court-métrage)
- 2004 : Shibolet Bakafe (court-métrage)
- 2006 : Hayelet Bodeda (court-métrage)
- 2014 : Zero Motivation

#### À la télévision
- 2014 : Mi Natan Lach Rishayon? (Who Gave You a License?) (uniquement réalisation)